# Nespery (tvrz)
Nespery jsou částečně dochovaná tvrz ve stejnojmenné vesnici jihozápadně od Vlašimi v okrese Benešov ve Středočeském kraji. Sloužila jako panské sídlo rodu nesperských vladyků, které na konci patnáctého století vystřídali Chobotští z Ostředka, jimž panství patřilo do konce sedmnáctého století. Po připojení k vlašimskému panství tvrz ztratila funkci vrchnostenského sídla a zpustla. Jedna z jejích budov byla přestavěna na sýpku. Budova sýpky, přilehlý sklep a příslušné pozemky jsou chráněny jako kulturní památka.

## Historie
První písemná zmínka o nesperské tvrzi pochází z roku 1483. Už na začátku čtrnáctého století ale Nespery vlastnil Zdislav Nesper připomínaný roku 1318 a v letech 1348–1377 vesnice patřila jeho potomku Držkovi z Nesper, který roku 1361 spoluvykonával patronátní právo ke kostelu svatého Vavřince v Bedřichovicích.
Od konce čtrnáctého století žila řada lidí, kteří se v přídomku odkazovali na Nespery. Roku 1384 to byl Ondřej z Nesper a v roce 1407 Jan z Nesper, který sídlil ve Vesci a zemřel nejpozději roku 1407. Na počátku patnáctého století žil Jan Bebta z Nesper, kterému patřily Šternov a Čeřenice, a jeho strýc Jan Olešák z Nesper se synem Držkem, kteří vlastnili Zdebuzeves. Jiný Jan z Nesper, připomínaný roku 1454 v Nesperech, se v roce 1448 účastnil dobytí Prahy Jiřím z Poděbrad.
Roku 1483 zemřel majitel tvrze a dalšího jejího příslušenství v Polipsech Absolon z Polipes, po němž statek získal Jan Řepa z Neveklova. Od něj tvrz, poplužní dvůr a poddanské dvory s příslušenstvím koupili bratři Alexandr a Petr Chobotští z Ostředka. Alexandr zemřel okolo roku 1512 a jeho synové Mikuláš a Jan Chobotští z Ostředka si nechali roku 1545 obnovit zápis nesperského panství Adamem Řepou, vnukem Jana Řepy z Neveklova.

### Chobotští zOstředka
Bratři Mikuláš a Jan Chobotští nesperský statek spravovali v nedílu a rozšířili jej o Tehov a Chobot a roku 1530 o Chotýšany. Jejich dědici se stali bratři Vilém a Jan starší Chobotští, z nichž Vilém dostal Chotýšany, zatímco Jan v letech 1571–1591 sídlil v Nesperech. Zemřel okolo roku 1600 a panství si po něm rozdělili čtyři synové. Václav, řečený též Markvart, dostal Tehov, Mikuláš Bedřichovice, Vilém Skrýšov a Adam Nespery.
Podle Augusta Sedláčka Adam zemřel roku 1615 a jeho bratři poté byli poručníky jeho nezletilého syna Viléma. Podle Tomáše Šimka se však Adam Chobotský zúčastnil stavovského povstání, za což byl odsouzen k propadnutí majetku. Zemřel ještě před konfiskací, a statek byl proto Vilémovi ponechán.
Kníže Karel z Lichtenštejna stanovil poručníkem Viléma, jeho sestry Anny a bratrance Jana Václava (syna Viléma Chobotského, který dříve zdědil Skrýšov) jejich strýce Jana Chobotského z Ostředka. Poručník na nesperském statku zapsal věno své manželce Kateřině ze Rzavého. Zemřel bez potomků někdy v období let 1681–1687.
Vilém Chobotský roku 1681 Nespery prodal Janovi Čejkovi z Olbramovic. Jan se však svého nároku zřekl, protože Nespery chtěli Václav Vojtěch a Ignác Karel ze Šternberka pro děti zemřelého Jobsta ze Scharzenwolfu a vnuky Viléma Chobotského. Ovdovělá matka vnuků se však chtěla znovu vdát, a proto požádala o vyplacení věna. Oba poručníci proto Nespery roku 1693 prodali hraběti Halmhartu Kryštofovi z Wissenwolfu. Ten Nespery připojil k vlašimskému panství. Nesperská tvrz tak ztratila funkci vrchnostenského sídla a postupně zanikla. V devatenáctém století byla část obytné budovy přestavěna na sýpku. Je možné, že k tvrzi patřil také hluboký sklep před hospodářským dvorem využívaným ve druhé polovině dvacátého století nesperským jednotným zemědělským družstvem.

## Stavební podoba
August Sedláček v Nesperech pozoroval zříceniny zdí a příkopy, nicméně opevnění se nezachovalo. Z tvrze se dochovala jen obytná budova (podle Františka Kašičky to byla čtverhranná věž s úsekem přilehlé zdi) přestavěná na sýpku a část sklepa, který je torzem jiné středověké nebo raně novověké budovy.